# Arama (Baskenland)
Arama ist eine Gemeinde (Municipio) in der Provinz Gipuzkoa im spanischen Baskenland. Sie hat 178 Einwohner (Stand: 2024). 

## Geografie
Arama liegt etwa 60 Kilometer ostsüdöstlich von Bilbao und 30 Kilometer südsüdwestlich von der Provinzhauptstadt Donostia-San Sebastián in einer Höhe von ca. 165 m. Der Oria begrenzt die Gemeinde im Westen. 

## Bevölkerungsentwicklung
| 1900 | 1950 | 1970 | 1981 | 1991 | 2001 | 2011 | 2021 |
| ---- | ---- | ---- | ---- | ---- | ---- | ---- | ---- |
| 124  | 144  | 206  | 175  | 143  | 165  | 201  | 200  |

## Sehenswürdigkeiten

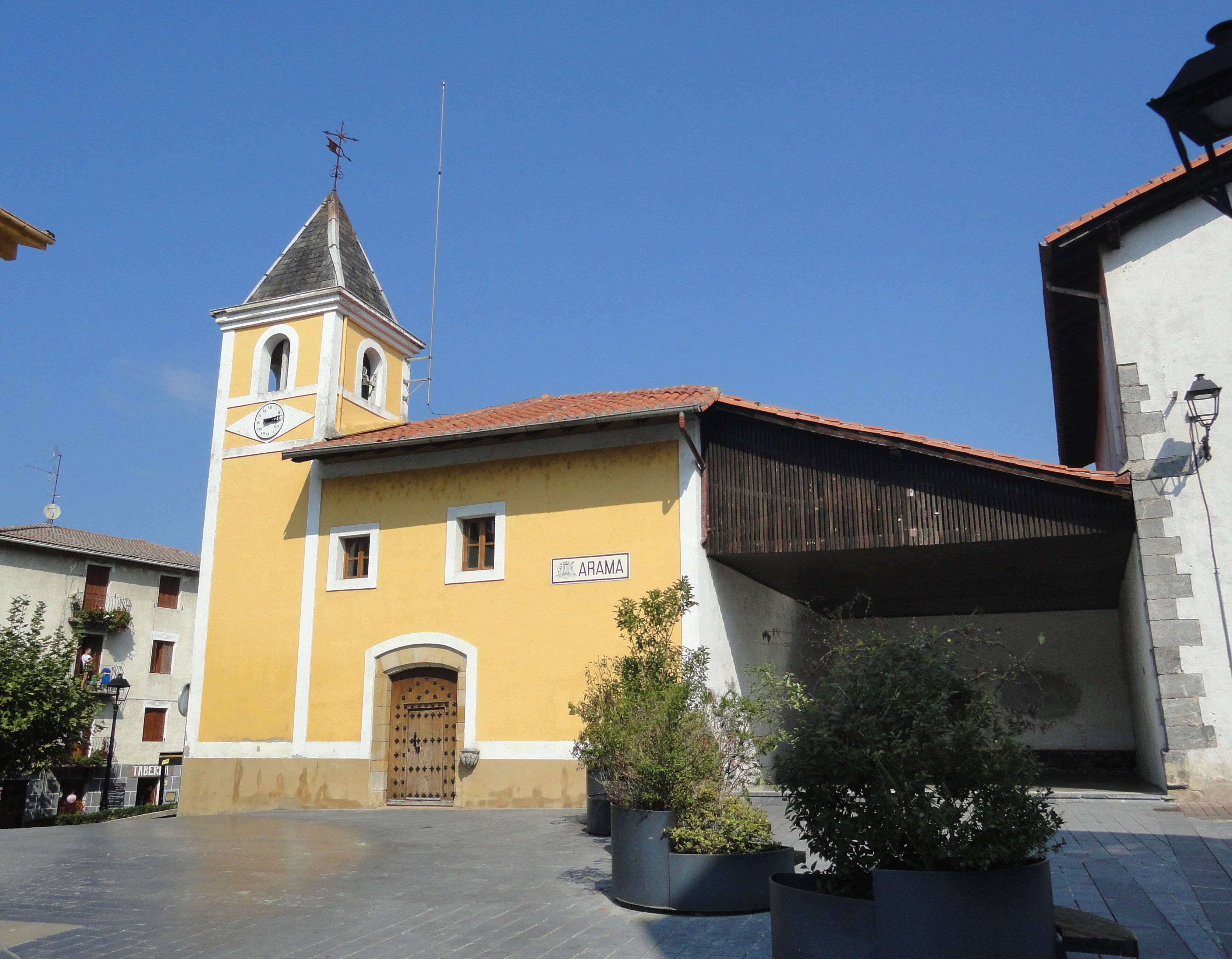
Martinskirche
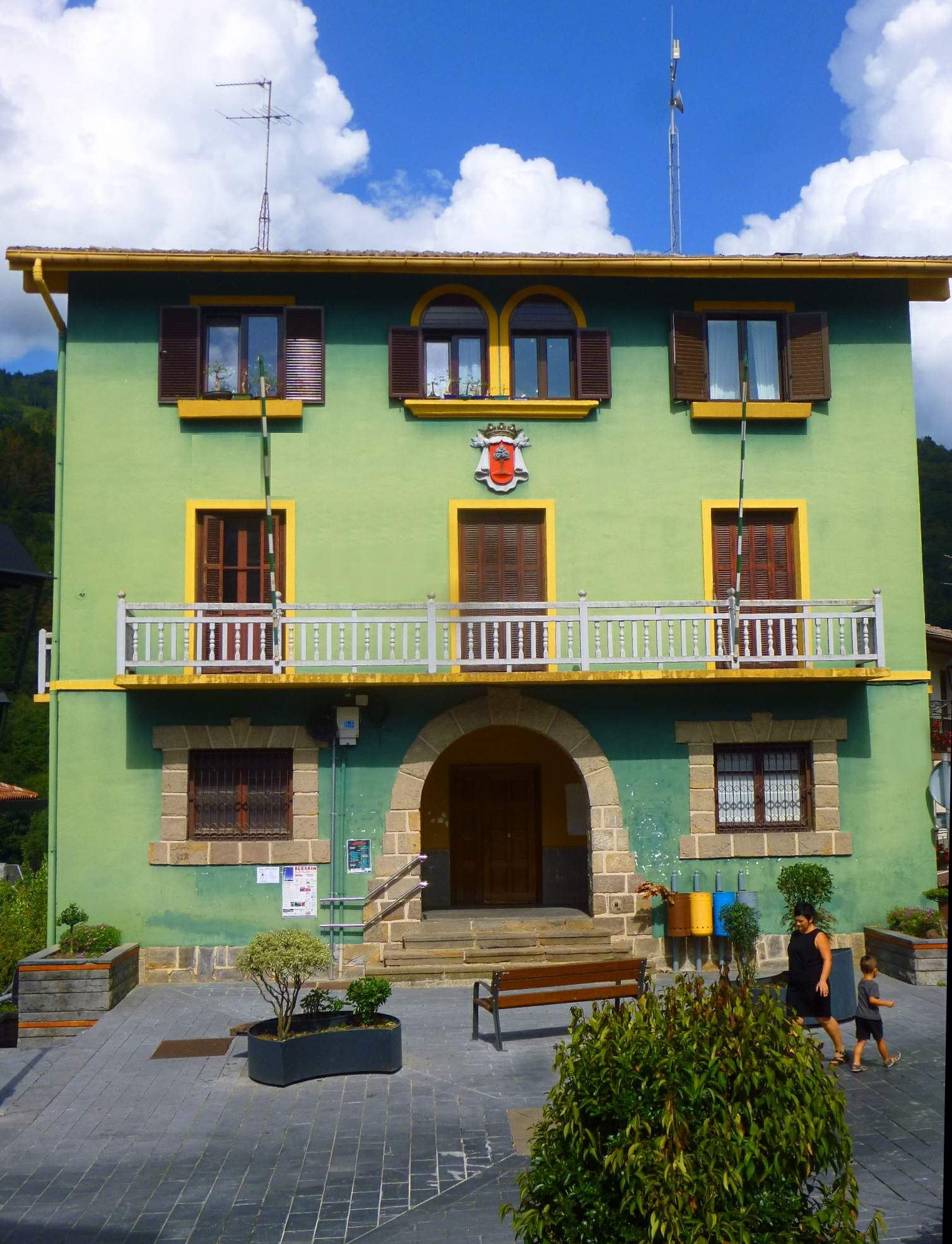
altes und neues Rathaus
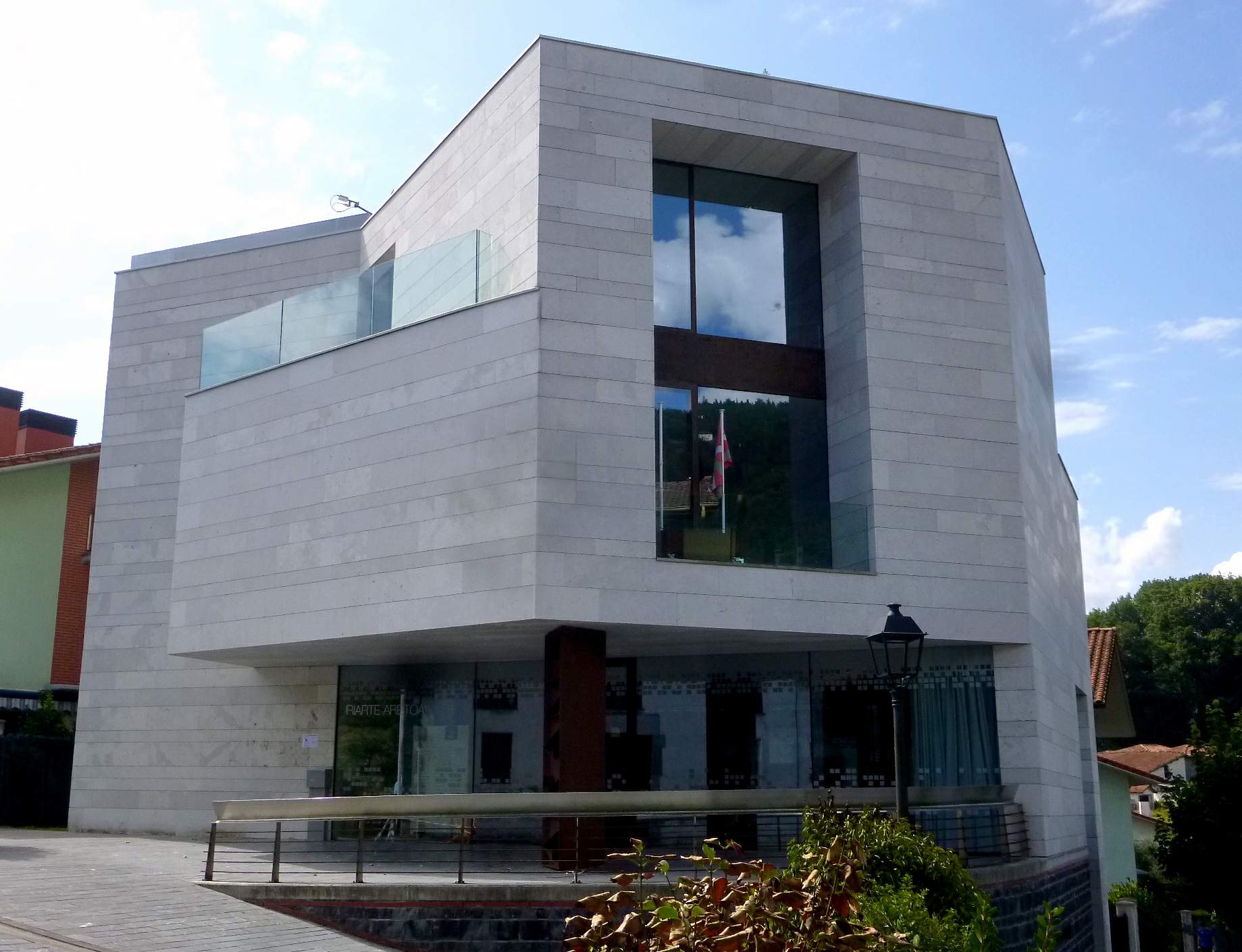
Neues Rathaus mit Bibliothek

- Martinskirche
- Altes Rathaus
- Neues Rathaus mit Bibliothek